# メアリー・マーガレット・ブランチャード
メアリー・マーガレット・ブランチャードはABCのテレビシリーズ、ワンス・アポン・ア・タイム の架空のキャラクターであり、白雪姫の別名である。彼女はジニファー・グッドウィンとベイリー・マディソンによって演じられている。彼女の真に愛する者はチャーミング王子/デヴィッド・ノーランであり、娘のエマ・スワン、息子のニール・ノーランそして、孫でエマの息子であるヘンリーがいる。この役はジニファーにとっても当たり役の一つで演じることを楽しんでいる。
この役を受ける前、グッドウィンはインタビューで白雪姫を演じたいと述べていた。キッツィスとホロウィッツは彼女が以前出演していた『ビッグ・ラブ』で彼女のファンになり、グッドウィンを思い浮かべながら白雪姫の部分の脚本を書いた。

## キャラクター背景

### シーズン 1 & 2
魔法の森でメアリー・マーガレットはレオポルド王とエヴァ王妃の娘白雪として生まれる。幼いころ白雪の母は娘であるレジーナを新しい女王にしようと企むコーラに毒殺された。白雪は後にレジーナに暴走した馬から救われる。そのことでレジーナは白雪の父と愛のない結婚をすることになる。その後、レジーナは王を殺して王位を手に入れようとする。狩人を雇い、白雪を殺させようとするが、彼は白雪を見逃した。白雪は森にすみ、デヴィッド王子に出会い、彼のものを盗む際に、チャーミングというニックネームを付ける。二人は恋に落ちたが、彼は婚約者のアビゲイル姫のもとに戻る。 しかし、悪い女王が彼を捕える。チャーミングの命と引き換えに、白雪は悪い女王が眠りの呪いを含ませたリンゴを食べ眠ってしまう。 チャーミングは脱獄し、真実の愛のキスにより白雪を目覚めさせた。二人は後に結婚した。結婚式のさなか、悪い女王が呪いにより彼らの幸せを奪うと宣言する。白雪はエマを出産し呪いが発動される前に魔法の箪笥で現実世界にエマ送った。
ストーリーブルックで彼女はメアリー・マーガレット・ブランチャードであり、ストーリーブルック小学校でヘンリー・ミルズの教師である。また、病院でボランティアをしており、デヴィッド・ノーラン（チャーミング王子）を昏睡から目覚めさせた。デヴィッドにはキャスリン・ノーラン（アビゲイル姫）がいるにもかかわらず、二人は次第に恋に落ちていくが、秘密の関係を始め、次第に周りに知れ渡り、デヴィッドの婚姻関係は破綻する。メアリー・マーガレットは町でのけ者にされ、偽の証拠により、キャスリン殺害の容疑者になる。後にキャスリンの生存が確認され、メアリーとデヴィッドの関係はデヴィッドがメアリーを信じられなくなったことによりこじれ始める。 彼はストーリーブルックを後にすることを決めるが、呪いが破られたことにより二人の関係は元に戻り、記憶も取り戻した。二人はエマを見つけるも、エマとメアリーはポータルで魔法の森に戻ってしまう。二人はストーリーブルックに戻ろうとする。レジーナと彼女の母であるコーラがゴールドを殺すことで力を得た後、メアリーはコーラの心臓をコーラがエヴァ王妃に使ったものと同じろうそくで呪い、レジーナをだましてコーラを殺害させる。彼女は自分のしたことに対して折り合いをつけることが出来ず、レジーナに自分を殺すように頼むが、レジーナはそれを嘲笑し断る。

### シーズン 3 & 4
ヘンリーがネバーランドに拉致されたため、エマ、デヴィッド、レジーナ、ゴールド、フック船長とともに救出へ向かう。ヘンリーは無事に救出できたが、ピーター・パンがレジーナの呪いを再び使い、それにより、白雪はニューヨークへ逃れた、エマ、ヘンリーを除く他の住民とともに魔法の森へ戻ることとなる。魔法の森に戻り、白雪は妊娠を知るが、西の悪い魔女・ゼリーナが彼女の子を欲していることを知る。白雪とチャーミングはゼリーナを止めるため、新しい呪いでエマを連れ戻さなければならないと気付く。デヴィッドの説得で白雪はデヴィッドとの心臓をつぶすが、レジーナに頼み白雪の心臓を半分に分け二人に戻した。１年後、エマがストーリーブルックに戻り、母の妊娠を知る。ゼリーナは助産師のふりをして赤ちゃんを奪おうとする。しかし、彼女は破れ、メアリーは息子にヘンリーの父でルンペルシュティルツキンの息子であるニールにちなんで名前を付けた。メアリーは市長になった。闇の女王たちがストーリーブルックに来たことで、メアリーとデヴィッドはエマに秘密（マレフィセントが子供を失った理由）を隠し通そうとする。しかし、ついにエマに真実が伝わりエマは両親を許すことが出来なかった。メアリーがマレフィセントの娘・リリーに殺されそうになるとエマは両親と仲直りする。しかし、これも長くは続かず、エマは自身を犠牲にして闇の王となる。

### シーズン 5
他の住民とともに、メアリーは魔法の森に戻り、エマをキャメロットにつれていき、マーリンを探して闇の力を取り除いてもらおうとしていた。しかし、数週間後、彼らはストーリーブルックに戻り、どのように失敗したのかという記憶を失っていた。エマが闇の王の力をフックに移したさいに、メアリーは記憶を取り戻した。メアリーは再びエマとの関係を修復しフック救出のため冥界へ向かった。そこで、かつて魔法の森でアーチャーになる手助けとなってくれたヘラクレスに遭遇する。ヘラクレスがやり残したことを達成する必要があると知ったメアリーは、ヘラクレスがケルベロスを倒すのを助ける。その結果、メアリーはハデスにより、冥界にとどめられることになる。メアリーとデヴィッドは冥界でジェームズに会い、デヴィッドとジェームズの父がジョージ王と行った取引について知る。メアリーとデヴィッドは冥界から息子のニールに連絡を取る方法を見つけるが、クルエラがその方法である電話を破壊してしまう。白雪の代わりにデヴィッドは自らの名前を墓石に刻み冥界にとどまり、白雪はストーリーブルックへと戻った。

## 参照
1. ↑  The Blue Fairy referred to Snow White as the queen in the first season episode "The Stranger."
2. ↑  Ratcliffe, Amy (2015年7月11日). “COMIC-CON: ONCE UPON A TIME TALKS DARK SWAN AND MERIDA FOR SEASON 5”.   IGN. 2015年7月11日閲覧。
3. ↑  Halterman, Jim (2011年10月21日). “Interview: "Once Upon a Time" Co-Stars Ginnifer Goodwin, Josh Dallas & Lana Parrilla”. The Futon Critic 2012年1月3日閲覧。
4. ↑  Ratcliffe, Amy (2011年12月12日). “Once Upon a Time: "The Heart is a Lonely Hunter" Review”.   IGN. 2012年4月16日閲覧。
5. ↑  Murphy, Shaunna (2011年11月7日). “'Once Upon a Time' recap: The Woods Are Lovely, Dark, And Deep”. Entertainment Weekly. 2012年11月18日閲覧。
6. ↑  "'Once Upon a Time' recap: Dark Shadows" from Entertainment Weekly (April 28, 2013)
7. ↑  Busis, Hilary (2012年1月23日). “'Once Upon a Time' recap: When Doves Fly”. Entertainment Weekly. 2012年1月23日閲覧。
8. ↑  Busis, Hillary (2012年3月5日). “Once Upon a Time' recap: A Fairy Tale ? Literally” 2014年3月2日閲覧。
9. ↑  Sava, Oliver (2012年4月22日). “The Return”. The A.V. Club. 2012年4月22日閲覧。
10. ↑  "'Once Upon a Time' season finale recap: Now I'm a Believer" by Hilary Busis, from Entertainment Weekly (May 13, 2012)
11. ↑  'Once Upon A Time' Recap: Mother Knows Best And Charming Steps Up In 'We Are Both' by Laura Prudom The Huffington Post (October 7, 2012)
12. ↑  Busis, Hillary (2013年12月8日). “'Once Upon a Time' recap: Pain and Pan-ic”. Entertainment Weekly. 2013年12月8日閲覧。
13. ↑  Busis, Hilary (2013年12月15日). “'Once Upon a Time' recap: The End Is the Beginning Is the End”. Entertainment Weekly. 2013年12月16日閲覧。